# Ganso-de-faces-brancas

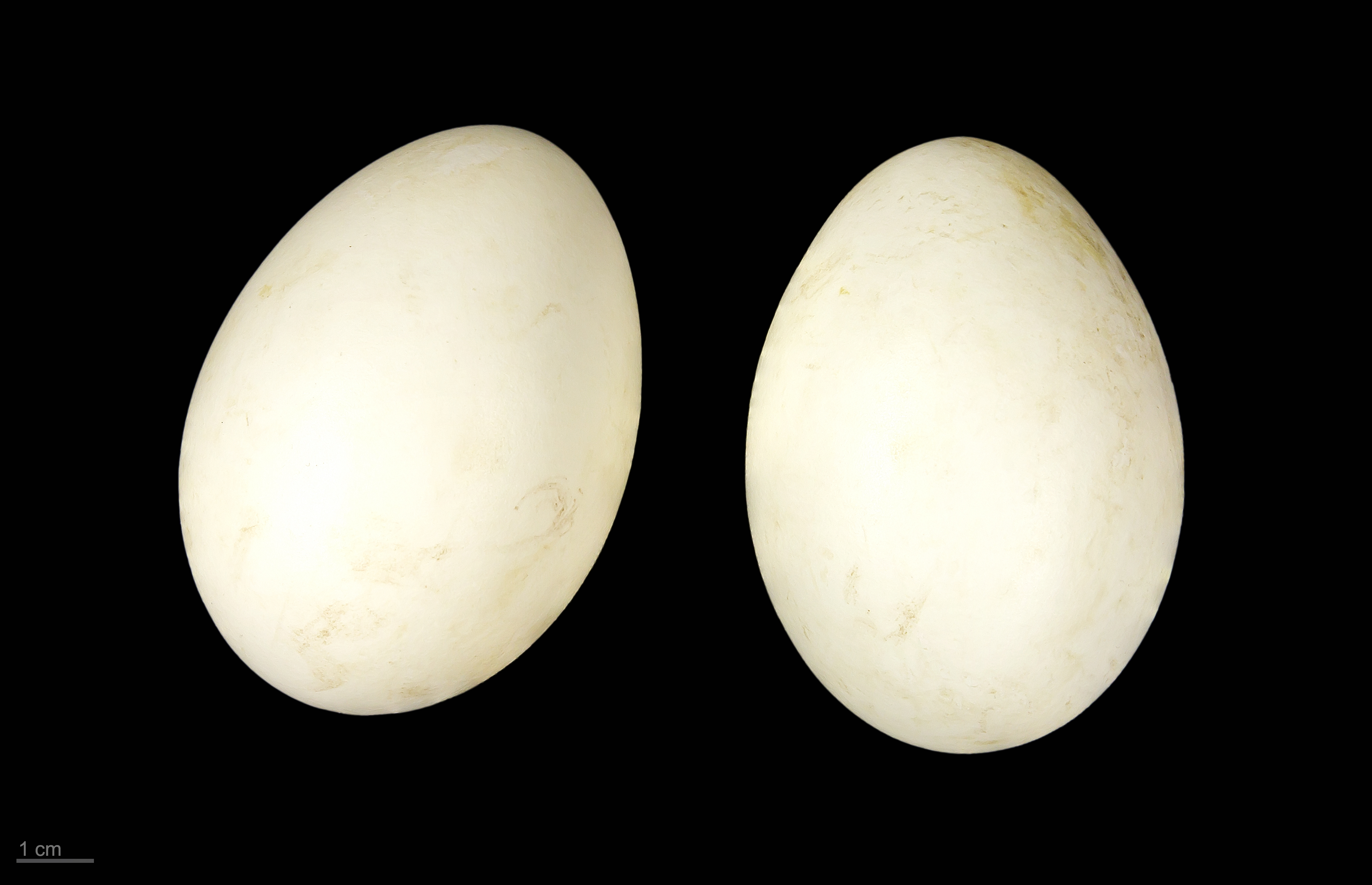
Branta leucopsis - MHNT

O ganso-de-faces-brancas, ganso-marisco ou bernaca (Branta leucopsis) é uma ave da família Anatidae. É parecido com o ganso-do-canadá, distinguindo-se pelo dorso escuro e pelos flancos cinzentos. O nome ganso-marisco deriva da designação inglesa barnacle, que significa perceve ou percebe (Pollicipes pollicipes).
Este ganso nidifica nas regiões árcticas (Svalbard e Nova Zembla) e inverna nas regiões temperadas da Europa, principalmente no Reino Unido e nos Países Baixos.
Na Península Ibérica este ganso é um invernante muito raro, sendo considerado de ocorrência acidental.

## Subespécies
A espécie é monotípica (não são reconhecidas subespécies).